# Paul Schütz (Theologe)
Paul Wilhelm Lukas Schütz (* 23. Januar 1891 in Berlin; † 26. Juli 1985 in Söcking bei Starnberg) war evangelischer Theologe, Missionsdirektor, Hochschullehrer, Hauptpastor an der Hamburger St.-Nikolai-Kirche, einflussreicher Publizist und theologischer Vertreter der Konservativen Revolution.

## Leben und Wirken
Schütz war eines von vier Kindern des Methodistenpredigers Wilhelm Michael Schütz (1858–1923) und dessen Frau Martha (1867–1936), geborene Gönninger. Er wuchs in Berlin auf und studierte an der Universität Berlin ab 1910 evangelische Theologie und Philosophie. Er setzte sein Studium an der Universität Jena fort und arbeitete während dieser Zeit 1912 als Hauslehrer in Soldin. Im Jahr 1914 wurde er bei dem Nobelpreisträger Rudolf Eucken mit der Arbeit Das künstlerische Element in der Metaphysik Schleiermachers zum Dr. phil. promoviert. 
Als Kriegsfreiwilliger nahm Schütz am Ersten Weltkrieg teil und wurde an der Front bei Langemarck und Ypern eingesetzt; im Zweiten Weltkrieg wurde er als Ordonnanzoffizier bei der Luftwaffe eingesetzt. Seine Erfahrung und seine Sprache waren dadurch oft militärisch geprägt. 1918 trat er zur Evangelischen Kirche der Altpreußischen Union über und legte in Koblenz das erste theologische Examen ab. Das zweite folgte 1922 in Magdeburg, wo er 1924 auch ordiniert wurde. 1919 arbeitete er als Inspektor am Johannesstift in Berlin-Spandau und anschließend bis 1924 als Studienleiter am Theologenkonvikt der Domgemeinde in Halle. 1922 wurde er an der Theologischen Fakultät bei Ferdinand Kattenbusch zum Lizentiaten der Theologie promoviert, mit einer Arbeit über Hooker, den grundlegenden Theologen des Anglikanismus. Im Dezember 1923 heiratete er die Künstlerin Johanna Wolff. 1924/25 war er Hilfsprediger in Magdeburg und in Neutz bei Halle. 1925 erhielt er die Pfarrstelle in Schwabendorf (Rauschenberg) in Hessen, das damals etwa 350 Einwohner umfasste. Das Dorfpfarramt nutzte er, um seine Theologie weiterzuentwickeln, und für seine sonstige umfangreiche schriftstellerische Tätigkeit.
Von 1926 bis 1928 leitete er gleichzeitig die Dr.-Lepsius-Orient-Mission und war 1927/28 Mitglied des Exekutiv-Ausschusses des International Near East Relief. Er reiste nach Genf und Paris. 1928 unternahm er für die Dr.-Lepsius-Orient-Mission eine längere Reise nach Ägypten, Palästina, Syrien, Irak und in den Iran bis Täbris nahe der russischen Grenze. Darüber publizierte er 1930 seinen Reisebericht zur religionspolitischen Lage im Orient unter dem Haupttitel: Zwischen Nil und Kaukasus. Die hier vorgetragene massive Kritik, dass die christliche Missionsarbeit heute den Betroffenen mehr schade als nütze; machte ihn mit einem Schlag bekannt, bestimmte die Diskussion in Missionskreisen und führte zu seinem Rückzug aus der Missionsarbeit. Von 1929 bis 1934 gab er zusammen mit Nikolai Berdjajew und Fritz Lieb die Zeitschrift Orient und Occident mit heraus. Er publizierte mehrfach in Die Tat.
1930 habilitierte er sich in Gießen für Praktische Theologie. 1937 wurde seine Venia in Systematik geändert, bevor er sie im Herbst des Jahres aufgrund von Überlastung aufgab. Im „Kirchenkampf“ wandte sich Schütz weder der Bekennenden Kirche noch den Deutschen Christen zu. 1935 interpretierte die Geheime Staatspolizei sein Buch Der Anti-Christus als Kritik am nationalsozialistischen Staat und ließ die zweite Auflage einstampfen. Im selben Jahr verfasste Schütz eine Auseinandersetzung über das Thema der politischen Religion, die zu seinen Lebzeiten jedoch unpubliziert blieb, obwohl er auch nach Jahrzehnten daran weiterarbeitete. Er zählte mit Eric Voegelin und Raymond Aron zu den Pionieren, die sich mit diesem kulturgeschichtlichen Interpretationsansatz beschäftigt haben.
1940 wurde Paul Schütz Hauptpastor an der Hamburger St.-Nikolai-Kirche. Im folgenden Jahr wurde er zum Kriegsdienst einberufen; 1946 kehrte er nach Hamburg zurück. Seit diesem Jahr lehrte er im Allgemeinen Vorlesungswesen der Universität und im Rahmen des Kirchlichen Vorlesungswerks. An der 1948 gegründeten Kirchlichen Hochschule wurde er neben seinem Hauptpastorat hauptamtlicher Dozent für Systematische Theologie und Philosophie, 1950 wurde ihm vom Kirchenrat die Amtsbezeichnung Professor der Theologie an der Kirchlichen Hochschule Hamburg verliehen. Ihm war der Dialog mit der Kunst und der Naturwissenschaft wichtig. In der Theologenausbildung verstand er sich als „sokratischer Beunruhiger“; er hatte ein Seminar für christliche Philosophie eingerichtet, in dem er mit einem kleinen Kreis von Studierenden intensiv aktuelle Themen diskutierte.

## Lehre und Kritik
Schütz war trotz seines pietistischen Elternhauses vom Idealismus und Romantik geprägt, die er in seiner Jugend kennengelernt hatte. Durch die beiden Weltkriege zerbrach aber sein Weltbild, und er fand einen etwas anderen Glauben. In den Jahren nach dem Zweiten Weltkrieg wurde ihm sein Dissens zum lutherischen Bekenntnis der Hamburger Landeskirche immer stärker deutlich; nach langem Ringen ließ er sich zum 1. Mai 1952 61-jährig in den Ruhestand versetzen. Hier liegt seine wesentliche Bedeutung für die Wissenschafts- und Kirchengeschichte: Er ist der erste und bislang einzige Hauptpastor, der aus Bekenntnisgründen aus dem Amt schied. Er fühlte sich nicht mehr an die christozentrisch ausgerichteten reformatorischen Bekenntnisschriften gebunden, sondern in erster Linie an die altkirchliche Trinitätslehre. Er sah hier eine falsche Reduzierung der Theologie zur Christologie hin.
Nach seiner Pensionierung zog Schütz nach Bayern und widmete sich der Ausarbeitung seiner Theologie. Als Ergebnis erschien 1960 sein Hauptwerk Parusia – Hoffnung und Prophetie. Es folgten zahlreiche weitere Artikel und Bücher.
Schütz war stark von seinen Erfahrungen als Soldat im Ersten Weltkrieg und von dem Gedankengut der antidemokratischen Konservativen Revolution der Weimarer Republik geprägt. In seinem Werk finden sich auch stereotype antijudaistische Aussagen, die er nach dem 2. Weltkrieg nicht etwa korrigiert, sondern beibehalten hat. Er sah die Juden als Stifter der politischen Religion an, obwohl gerade sie eine spezifische Gottesoffenbarung verehrten. In den fünfziger Jahren vertrat er als national-konservativ geprägter Theologe eine eher restaurative Abendlandideologie. Diese ging davon aus, dass die Existenz des christlichen Abendlandes bedroht sei. Dessen Bewahrung und Rettung galt als Aufgabe der traditionellen christlichen Bildungseliten, die einen ständestaatlichen Gesellschaftsaufbau anstrebten.

## Ehrungen
- 1971 erhielt Schütz den Ehrendoktortitel der Theologischen Fakultät der Universität Basel.
- 1975 wurde in Schwabendorf eine Straße nach ihm benannt.
- 1993 wurde die Paul-Schütz-Gesellschaft gegründet, die das Werk dieses Theologen bekannter machen will.

## Trivia
Im Briefwechsel zwischen Maria von Wedemeyer und ihrem Verlobten Dietrich Bonhoeffer während dessen Haft in Berlin-Tegel finden sich folgende Passagen über Paul Schütz:

„Du – falls Du meine Briefe stehend liest, setze dich bitte erst hin. Deine Standhaftigkeit in Ehren, aber mit Steinfußboden ist nicht zu spaßen: Ich bin mitten in einem dicken theologischen Buch. Und ich finde es gar nicht so langweilig, wie ich gedacht habe. – Eigentlich solltest Du gar nichts davon erfahren, ich begann es, um Dir ein bisschen näher sein zu können. … Aber nun lese ich es mit Spannung und Begierde. Es ist «das Evangelium» von Paul Schütz. (Nun fehlt nur noch, daß Du das Buch nicht magst.)“

„Daß Du Schütz liest, finde ich sehr schön! Aber verzeih, daß ich wirklich etwas dabei lachen mußte! denn ich habe – unter Theologen und nur unter solchen! in der letzten Zeit über wenig Bücher so geschimpft, wie über dieses. Aber ich glaube, es ist nur für Theologen gefährlich – warum, das ist nicht so kurz zu sagen – aber nicht für Dich. Allerdings würde ich mich freuen, wenn Du als Gegengift eine kräftige Dosis Kierkegaard (Furcht und Zittern, Einübung im Christentum, Krankheit zum Tode) lesen würdest.“

„Über Deine Schützabneigung hab ich so gelacht, daß Hesi aus dem unteren Stock heraufstürzte und dachte ich wäre nicht recht normal. Meine erste Handlung war, das dicke Buch mit einem Stoßseufzer der Erleichterung in meinen Frachtkoffer zu verschließen. Da mag es ewig ruhen! – Du nimmst mich jedenfalls in punkto  Bücher in eine harte Schule. Ich werde demnächst vorher immer schüchtern bei Dir anfragen und schließlich nur noch mit Furcht und Zittern bis Krankheit und Tod Kierkegaard lesen.“

## Werke (Auswahl)
- Das künstlerische Element in der Metaphysik Schleiermachers. Bremen 1914, zugl. Phil. Diss. Jena 1914
- Richard Hooker. Der grundlegende Theologe des Anglikanismus. Eine Monographie zur Reformationsgeschichte und zu den Anfängen der Aufklärung. Theol. Diss. (Halle) 1922, als Mikrofilm Göttingen 1952.
- Zwischen Nil und Kaukasus. Ein Reisebericht zur religionspolitischen Lage im Orient. München 1930; 2. Aufl. 1930; 3. Aufl. Kassel 1953; 4. Aufl. mit einem Vorwort von Hans Bürki, Moers 1991.
- Säkulare Religion. Eine Studie über ihre Erscheinung in der Gegenwart und ihre Idee bei Schleiermacher und Blumhardt d.J. Tübingen 1932 (Beiträge zur systematischen Theologie, 2).
- Der Anti-Christus. Eine Studie über die widergöttliche Macht und die deutsche Sendung. Berlin 1933, 2. Aufl. 1935 (Stimmen aus der deutschen christlichen Studentenbewegung, 83).
- Luther-Fibel. Breslau 1934.
- Warum ich noch ein Christ bin. Briefe an einen jungen Freund. Berlin 1937, 4. Aufl. 1938,
  - Zweite Fassung 5. Aufl. Hamburg 1946, 6. Aufl. Kassel 1949
  - Dritte Fassung: Warum ich noch ein Christ bin. Eine Existenzerfahrung. 7. Auflage. Hamburg 1969, Neuausgabe mit einem zusätzlichen Brief als Schlußwort vom 6. Dezember 1980. 8. Aufl. Moers 1981, 9. Aufl. 1984, überarb. Neuausg. mit einem Vorwort des EKD-Vorsitzenden Landesbischof Klaus Engelhardt. 10. Aufl. Augsburg 1996 (niederländisch Den Haag 1970).
- Das Evangelium. Dem Menschen unserer Zeit dargestellt. Berlin 1940, 2. Aufl. 1940, Tübingen 3. Aufl. 1951
- Parusia. Hoffnung und Prophetie. Heidelberg 1960, Sonderausgabe Hamburg 1963
- Gesammelte Werke, Hrsg. Hans Ferdinand Bürki
- Evangelium. Sprache und Wirklichkeit der Bibel in der Gegenwart. Moers 1984
- Das Mysterium der Geschichte. Von der Anwesenheit des Heilenden in der Zeit. Moers 1987
- Freiheit – Hoffnung – Prophetie. Von der Gegenwärtigkeit des Zukünftigen. Moers 1986
- An den Menschen. Vom Verstehen zum Verwandeltwerden. Moers 1985
- Widerstand und Wagnis. Vom Glauben im Zeitalter der Angst. Moers 1982
- Die politische Religion. Eine Untersuchung über den Ursprung des Verfalls in der Geschichte. 1935. Hamburger Historische Forschungen, 4. Hrsg. und Einl. Rainer Hering. Hamburg 2009[9]